# Dieter Thomas Heck
Dieter Thomas Heck (Flensburg, 29 december 1937 als Carl-Dieter Heckscher – Berlijn, 23 augustus 2018), was een Duitse presentator, schlagerzanger, acteur, showmaster, producent en entertainer.

## Jeugd en opleiding
Heck werd geboren in Flensburg in het stadsdeel Mürwik. Toen hij vier tot zes weken oud was verhuisden zijn ouders naar Hamburg, waar zijn vader verkoopleider bij een limonadefirma werd en waar hij ook opgroeide. Op vijfjarige leeftijd werd hij tijdens een nachtelijk bombardement onder een keldertrap bedolven. Door deze schokkende gebeurtenis ging hij stotteren. Na een zangopleiding kwam hij hier weer vanaf en ontwikkelde hij een ander talent, het snelspreken. Na afsluiting van de middelbare school en een technische hogeschool voltooide hij een opleiding als technisch koopman bij het Hamburgse Borgward-hoofdagentschap en was daar vervolgens nog enige tijd als autoverkoper werkzaam, maar verliet het bedrijf voordat het failliet ging.

## Carrière
Onder de naam Dieter Heckscher trad hij als zanger op in Peter Frankenfelds talentenshow Toi, toi, toi in de Harburger Friedrich Ebert-hal met het nummer Ein bißchen mehr van Peter Alexander en zong in 1961 in de voorronde van de Grand Prix Eurovision de la Chanson, het huidige Eurovisiesongfestival. Om zijn zangcarrière te bespoedigen betaalde hij 400 DM van zijn maandsalaris aan een platenuitgeverij. Tijdens een bezoek aan de SWF in Baden-Baden in 1963 vroeg de afdelingsleider van de radio hem als fictieve gast een interview te geven omdat de geplande gast was uitgevallen. De presentator stelde hem zulke onnozele vragen dat Heck zelf het voortouw nam tijdens het gesprek, wat leidde tot een aanbod voor een radioprogramma. Hij kreeg een zaterdagprogramma van anderhalf uur.

### Radio Luxemburg
In het voorjaar van 1964 belde Camillo Felgen naar de SWF en vroeg Heck als vakantie-invaller. Na die vervanging bleef hij van februari 1965 tot september 1966 diskjockey bij Radio Luxemburg. Daar was het gebruikelijk om voornamen te gebruiken maar de naam Dieter kwam al voor. Daarop deed Heck een oproep in het jeugdblad Bravo voor een geschikte naam. Daarbij kwam Thomas uit de bus en zo was de naam Dieter Thomas Heck een feit. Hij werkte bij Radio Luxemburg samen met Frank Elstner met wie hij goed bevriend raakte.

### Europawelle Saar
De tijd bij RTL was snel gedaan omdat het de presentatoren niet toegestaan was om hun eigen platen te draaien. Daarom ging hij naar Europawelle Saar van de Saarländischer Rundfunk. Hij pushte daar de Duitse schlager, die bij de meeste presentatoren niet erg populair was. Zijn programma Die Deutsche Schlagerparade werd buitengewoon populair. Samen met zijn chef bedacht Heck bovendien de Goldene Europa, een waarderingsprijs voor de Duitse zangers.

### ZDF
Regisseur Truck Branss was niet echt gecharmeerd van de muziek in de Deutsche Schlagerparade, maar hij was wel onder de indruk van de twee miljoen luisteraars. Daarom bood hij Heck een tv-programma aan. Het concept daarvoor werd afgewezen door de Saarländische Rundfunk, maar het hoofd amusement van het ZDF toonde wél interesse. Zo presenteerde Heck in totaal 183 keer de ZDF-Hitparade (1969 tot 1984). Na aanvankelijk enige kritiek werd het programma in ras tempo een van de belangrijkste muziekprogramma's van de jaren '70 en '80.
Hij presenteerde ook 4 gegen 4 (1971 tot 1973), Die Pyramide (1979 tot 1994), Schwarz auf Weiß, Ihr Einsatz bitte – Made in Germany (1987 tot 1988), het verzoekconcert Musik liegt in der Luft (1991 tot 1998), Das ist ihr Leben (1994 tot 1996), Das große Los (1996 tot 2000), Showpalast (1999 tot 2000), Das Sommer-Hitfestival (1999 tot 2007, vanaf 2002 Das ZDF-Sommerhitfestival), Das Silvester-Hitfestival (2001, eenmalig), Melodien für Millionen (1985 tot 2007) en het gala voor de Duitse Kankerhulp.
Naar aanleiding van een programmahervorming maakte het ZDF bekend dat de programma's Das Sommerhitfestival en Melodien für Millionen werden beëindigd. Het tot 2007 lopende contract van Heck werd niet verlengd. Op 18 november 2007 maakte de presentator bekend dat hij na 38 jaar en 11 maanden op het podium zou stoppen en nam hij afscheid van zijn publiek.

## Verdere activiteiten
- Presentator van een van de eerste privé-radiozenders van Berlijn, Hunderd,6.
- Bedenker van de prijs Goldene Stimmgabel.
- Showmaster in het veelbekeken tv-spel Das Millionenspiel (1970).
- Als acteur bij gastrollen in tv-krimi's, zoals Tatort en Rosenheim-Cops en in de vooravond-serie Praxis-Bülowbogen.
- Presentator van de SWF-programma's Gute Laune aus Südwest en Vom Telefon zum Mikrofon (1982 tot 1989).
- Beschermheer van de Tag des Deutschen Schlagers
- Een bekende aanhanger van de CDU, waarmee hij vaak actief deelnam aan verkiezings-activiteiten.
- Lid van de dierenbescherming.
- Lid van de vereniging Deutsche Sprache.
- Verzamelaar van het oldtimermerk Borgward en tevens erelid van de belangenvereniging voor Borgward-auto's.

## Privéleven en overlijden
Dieter Thomas Heck scheidde in 1974 van zijn eerste echtgenote Edda. Uit dit huwelijk komen de zonen Rolf-Nils en Thomas-Kim. In 1976 trouwde hij met Ragnhild Möller, met wie hij dochter Saskia Fee Isabel kreeg. Hij woonde van 1986 tot 2009 in Schloß Aubach in Lauf (Baden-Württemberg). Sindsdien had hij woningen in Zwitserland en in Spanje. Dieter Thomas Heck overleed in augustus 2018 op 80-jarige leeftijd.

## Onderscheidingen
- 1970: Goldene Kamera in de categorie Beste uitzending voor jonge mensen voor de ZDF-Hitparade (HÖR ZU lezerskeuze)
- 1984: Verdienstkreuz am Bande van de Bondsrepubliek Duitsland
- 1999: Saarländischer Verdienstorden
- 2000: Verdienstmedaille van het land Baden-Württemberg
- 2001: Goldene Feder – extra prijs voor zijn liefdadige betrokkenheid
- 2003: Verdienstorden van het land Rheinland-Pfalz
- 2008: Echo – extra prijs voor uitstekende verdiensten voor de Duitstalige muziek
- 2009: Verdienstkreuz 1. Klasse van de Bondsrepubliek Duitsland
- 2012: German DJ Award voor zijn levenswerk
- 2012: Deutscher Musikpreis
- 2014: Hans-Rosenthal-Ehrenpreis
- 2017: Goldene Kamera voor zijn levenswerk

## Film en televisie
- 1961: Schlagerparade 1961 (film)
- 1970: Das Millionenspiel (film)
- 1971: Glückspilze
- 1971: Hurra bei uns geht's rund
- 1972: Sternschnuppe
- 1973: KlimbimKlimbim (tv-serie)
- 1977: Das Leben kann so schön sein... (West-Duitse schooltelevisie)
- 1978: Café Wernicke (tv-serie)
- 1981: Tatort: Beweisaufnahme (tv-misdaadserie)
- 1987 tot 1993: Praxis Bülowbogen (tv-serie)
- 1991: Manta – Der film (film)
- 1992: Tatort: Stoevers Fall (tv-misdaadserie)
- 1993: Salto Postale (sitcom)
- 1994: Heimatgeschichten (tv-serie)
- 1995: Peter Strohm (misdaadserie, 1 aflevering)
- 1998: In aller Freundschaft (tv-serie)
- 1998: Und vor mir die Sterne
- 2008 tot 2010: Die Rosenheim-Cops (123 – Bis dass der Tod sie scheidet, 129 – Tut Harry Norden morden?, 176 – Voodoo in Rosenheim en 177 – Eine Hochzeit und ein Todesfall) (misdaadserie)
- 2009: SOKO Stuttgart (Judaslohn) (misdaadserie)
- 2010: C.I.S. – Chaoten im Sondereinsatz (film)
- 2015: Notruf Hafenkante (229 – Angst) (misdaadserie)

## Amusementsshows
- 1966: Die deutsche Schlagerparade
- 1969: Deutscher Schlagerwettbewerb
- 1969–1984: ZDF-Hitparade
- 1971: Das Kreuzworträtselspiel (2 afleveringen)
- 1972−1973: 4 gegen 4 (5 afleveringen)
- 1978–1994: Die Pyramide
- 1981–1989: Der Tag des deutschen Schlagers
- 1981–2007: Die goldene Stimmgabel
- 1985–2007: Melodien für Millionen
- 1987–1990: Ihr Einsatz bitte
- 1987–1988: Schwarz auf weiß
- 1988–2000: Deutsche Schlagerparade (productie)
- 1991–1998: Musik liegt in der Luft
- 1992–1994: Das ist Ihr Leben
- 1994, 1997–1999: Deutsche Schlagerfestspiele
- 1996–2000: Das große Los
- 1999–2000: Show Palast (opvolger van Musik liegt in der Luft)
- 1999–2007: Sommerhitfestival (productie en presentatie)
- 2001: ZDF-Fernsehgarten (een aflevering als vervanger voor Andrea Kiewel)

## Gastoptredens
- 2013: 50 Jahre ZDF - Die große Jubiläumsshow
- 2016: Unsere größten Hits